# Suzanna Son
Pour les articles homonymes, voir Son.
Suzanna Son est une musicienne, mannequin et actrice américaine, connue pour notamment pour son rôle de Strawberry dans le film de 2021 Red Rocket.

## Biographie
Suzanna Son naît le 31 octobre 1995 à Hamilton, dans le Montana, mais elle grandit dans l'État de Washington. Elle fréquente le Cornish College of the Arts (en) de Seattle, où elle se spécialise dans la musique classique avant de changer de matière principale pour s'orienter vers le théâtre musical. Elle abandonne finalement ses études au cours de sa deuxième année,.

## Carrière
En 2018, elle est approchée par le réalisateur Sean S. Baker à la sortie d'une projection de Don't Worry, He Won't Get Far on Foot de Gus Van Sant au cinéma ArcLight Hollywood (en). Sean S. Baker lui demande d'auditionner pour son prochain film, mais ne la rappelle pas durant deux ans. Lorsque Sean S. Baker découvre qu'elle enseigne le piano, il écrit une scène pour qu'elle chante une reprise de ballade lente de la chanson Bye Bye Bye de NSYNC. Suzanna Son interprète également une chanson originale au cas où ils ne parviendraient pas à obtenir les droits de la chanson, mais les cinq membres de NSYNC approuvent la reprise. La version de Suzanna Son est publiée sur divers services de streaming musical pour promouvoir le film,,.
Pour son rôle dans le film Red Rocket, Suzanna Son est nommée pour sa performance de premier plan aux Gotham Independent Film Awards et pour le meilleur second rôle féminin aux Film Independent's Spirit Awards.
Suzanna Son est choisie pour jouer dans la série dramatique sur l'industrie musicale de HBO, The Idol, aux côtés de The Weeknd et de Lily-Rose Depp. Après le tournage de quatre épisodes, elle est retirée du casting car The Weeknd estime que la série s'appuie trop sur une « vision féminine ».